# Agência Nacional de Transportes Terrestres
A Agência Nacional de Transportes Terrestres (ANTT) é uma autarquia federal brasileira responsável pela regulação das atividades de exploração da infraestrutura ferroviária e rodoviária federal e de prestação de serviços de transporte terrestre, conforme o artigo 1º do decreto  que regulamenta suas atividades. Atua também no modal dutoviário, como será visto mais adiante.
Segundo o artigo 21 de sua Lei de criação , trata-se de uma entidade integrante da Administração Federal indireta, vinculada ao Ministério dos Transportes e submetida ao regime autárquico especial, caracterizado pela independência administrativa, autonomia financeira, decisória e funcional e mandato fixo de seus dirigentes.

## Histórico
A ANTT foi criada durante o governo do então Presidente Fernando Henrique Cardoso, por meio da mencionada Lei, que dispõe sobre a reestruturação dos transportes aquaviário e terrestre, cria o Conselho Nacional de Integração de Políticas de Transporte (CONIT), a Agência Nacional de Transportes Terrestres, a Agência Nacional de Transportes Aquaviários (ANTAQ) e o Departamento Nacional de Infra-Estrutura de Transportes (DNIT), e dá outras providências.

A ANTT absorveu, dentre outras, as competências relativas às concessões de rodovias federais outorgadas pelo extinto Departamento Nacional de Estradas de Rodagem (DNER) e às concessões ferroviárias decorrentes do processo de desestatização das malhas da também extinta Rede Ferroviária Federal S.A. (RFFSA). Por outro lado, as rodovias federais não concedidas ficaram a cargo do DNIT e as linhas ferroviárias suburbanas que ainda não passaram por um processo de estadualização/municipalização, seguem sob a responsabilidade da Companhia Brasileira de Trens Urbanos (CBTU), com exceção dos trens da região metropolitana de Porto Alegre, que seguem com a Trensurb, ambas empresas vinculadas ao Ministério das Cidades.

## Diretoria
A diretoria da ANTT funciona de maneira colegiada, com um diretor-geral e quatro diretores. Os membros das diretorias devem ser brasileiros, ter reputação ilibada, formação universitária e elevado conceito no campo de especialidade dos cargos a serem exercidos e são nomeados pelo Presidente da República, após aprovação pelo Senado Federal. Os mandatos dos diretores da agência são de cinco anos, no entanto, em caso de vacância no curso do mandato, este será completado pelo sucessor.
Compunham a diretoria da ANTT, em abril de 2024:
- Rafael Vitale Rodrigues (diretor-geral) - de julho de 2021 a fevereiro de 2025[6]
- Guilherme Theo Rodrigues da Rocha Sampaio - de julho de 2021 a fevereiro de 2026[7]
- Lucas Asfor Rocha Lima - de fevereiro de 2023 a fevereiro de 2028[8]
- Luciano Lourenço da Silva - de abril de 2022 a fevereiro de 2025[9]
- Felipe Fernandes Queiroz - de dezembro de 2022 a fevereiro de 2027[10]

## Bases institucionais

### Esfera de atuação
Constituem a esfera de atuação da ANTT, conforme o artigo 22 da Lei 10.233/01:
1. o transporte ferroviário de passageiros e cargas ao longo do Sistema Nacional de Viação;
2. a exploração da infraestrutura ferroviária e o arrendamento dos ativos operacionais correspondentes;
3. o transporte rodoviário interestadual e internacional de passageiros;
4. o transporte rodoviário de cargas;
5. a exploração da infraestrutura rodoviária federal;
6. o transporte multimodal;
7. o transporte de cargas especiais e perigosas em rodovias e ferrovias.

### Objetivos

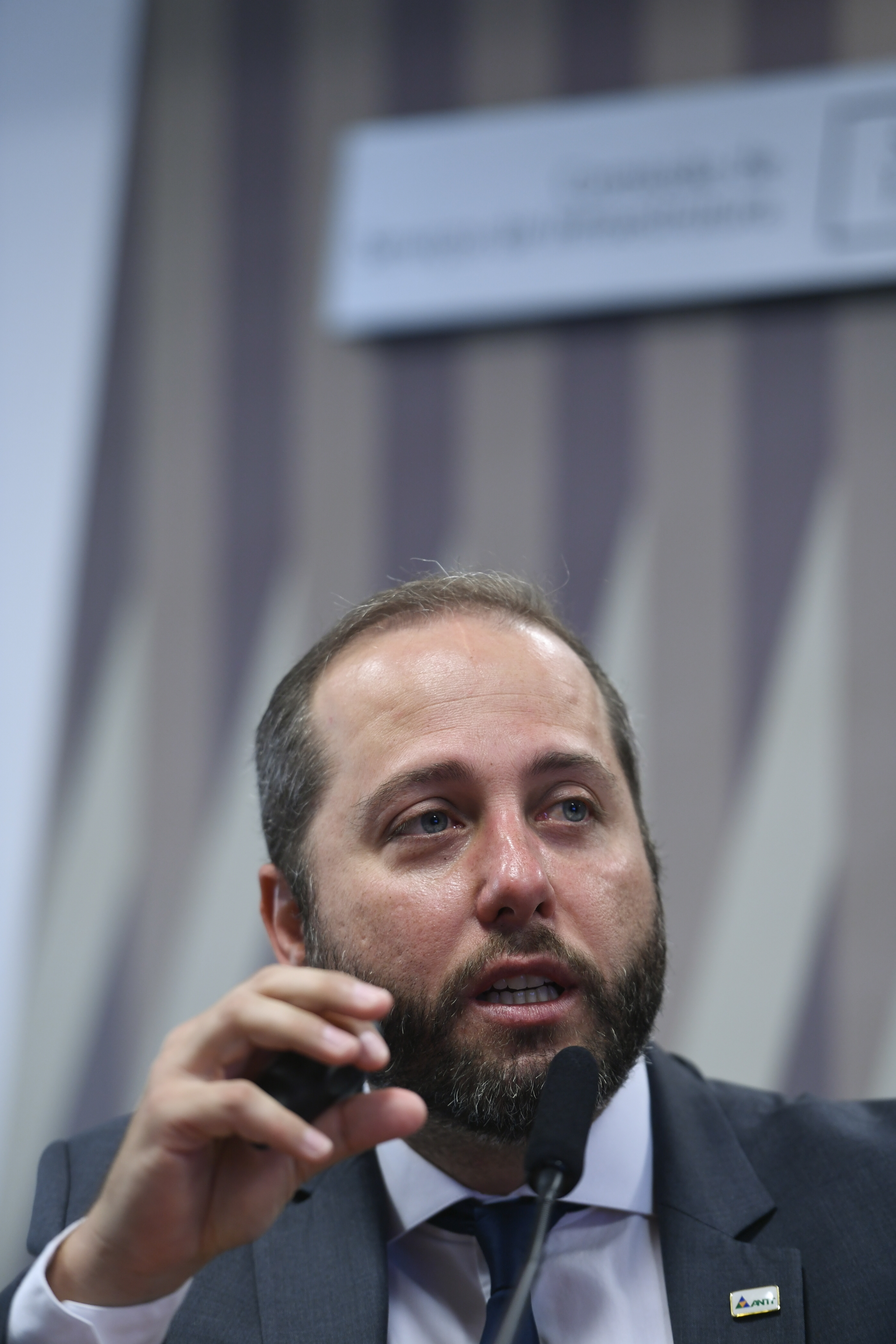
Diretor-geral da Agência Nacional de Transportes Terrestres (ANTT), Rafael Vitale Rodrigues.

São objetivos da Agência Nacional de Transportes Terrestres, conforme artigo 20 da Lei 10.233/01:
1. implementar, em sua respectiva esfera de atuação, as políticas formuladas pelo CONIT e pelo Ministério dos Transportes, segundo os princípios e diretrizes estabelecidos na mencionada Lei;
2. regular ou supervisionar, em suas respectivas esfera e atribuições, as atividades de prestação de serviços e de exploração da infraestrutura de transportes, exercidas por terceiros, com vistas a:

- garantir a movimentação de pessoas e bens, em cumprimento a padrões de eficiência, segurança, conforto, regularidade, pontualidade e modicidade nos fretes e tarifas;
- harmonizar, preservado o interesse público, os objetivos dos usuários, das empresas concessionárias, permissionárias, autorizadas e arrendatárias, e de entidades delegadas, arbitrando conflitos de interesses e impedindo situações que configurem competição imperfeita ou infração da ordem econômica.

#### Atribuições gerais
Conforme o artigo 24 da Lei 10.233/01, são atribuições gerais da ANTT:
1. promover pesquisas e estudos específicos de tráfego e de demanda de serviços de transporte;
2. promover estudos aplicados às definições de tarifas, preços e fretes, em confronto com os custos e os benefícios econômicos transferidos aos usuários pelos investimentos realizados;
3. propor ao Ministério dos Transportes os planos de outorgas, instruídos por estudos específicos de viabilidade técnica e econômica, para exploração da infraestrutura e a prestação de serviços de transporte terrestre;
4. elaborar e editar normas e regulamentos relativos à exploração de vias e terminais, garantindo isonomia no seu acesso e uso, bem como à prestação de serviços de transporte, mantendo os itinerários outorgados e fomentando a competição;
5. editar atos de outorga e de extinção de direito de exploração de infraestrutura e de prestação de serviços de transporte terrestre, celebrando e gerindo os respectivos contratos e demais instrumentos administrativos;
6. reunir, sob sua administração, os instrumentos de outorga para exploração de infraestrutura e prestação de serviços de transporte terrestre já celebrados antes da vigência da mencionada lei de criação da agência, resguardando os direitos das partes e o equilíbrio econômico-financeiro dos respectivos contratos;
7. proceder à revisão e ao reajuste de tarifas dos serviços prestados, segundo as disposições contratuais, após prévia comunicação ao Ministério da Fazenda;
8. fiscalizar a prestação dos serviços e a manutenção dos bens arrendados, cumprindo e fazendo cumprir as cláusulas e condições avençadas nas outorgas e aplicando penalidades pelo seu descumprimento;
9. autorizar projetos e investimentos no âmbito das outorgas estabelecidas, encaminhando ao Ministro de Estado dos Transportes, se for o caso, propostas de declaração de utilidade pública;
10. adotar procedimentos para a incorporação ou desincorporação de bens, no âmbito dos arrendamentos contratados;
11. promover estudos sobre a logística do transporte intermodal, ao longo de eixos ou fluxos de produção;
12. habilitar o Operador do Transporte Multimodal, em articulação com as demais agências reguladoras de transportes;
13. promover levantamentos e organizar cadastro relativos ao sistema de dutovias do Brasil e às empresas proprietárias de equipamentos e instalações de transporte dutoviário;
14. estabelecer padrões e normas técnicas complementares relativos às operações de transporte terrestre de cargas especiais e perigosas;
15. elaborar o seu orçamento e proceder à respectiva execução financeira;
16. representar o Brasil junto aos organismos internacionais e em convenções, acordos e tratados na sua área de competência, observadas as diretrizes do Ministro de Estado dos Transportes e as atribuições específicas dos demais órgãos federais;
17. exercer, diretamente ou mediante convênio, as competências expressas no inciso VIII do art. 21 da Lei nº 9.503, de 23 de setembro de 1997 - Código de Trânsito Brasileiro, nas rodovias federais por ela administradas.

#### Atribuições quanto ao Transporte Ferroviário
Conforme o artigo 25 da Lei 10.233/01, são atribuições específicas da ANTT pertinentes ao Transporte Ferroviário:
1. publicar os editais, julgar as licitações e celebrar os contratos de concessão para prestação de serviços de transporte ferroviário, permitindo-se sua vinculação com contratos de arrendamento de ativos operacionais;
2. administrar os contratos de concessão e arrendamento de ferrovias celebrados até a vigência da Lei 10.233/01, em consonância com o inciso VI de seu art. 24;
3. publicar editais, julgar as licitações e celebrar contratos de concessão para construção e exploração de novas ferrovias, com cláusulas de reversão à União dos ativos operacionais edificados e instalados;
4. fiscalizar diretamente, com o apoio de suas unidades regionais, ou por meio de convênios de cooperação, o cumprimento das cláusulas contratuais de prestação de serviços ferroviários e de manutenção e reposição dos ativos arrendados;
5. regular e coordenar a atuação dos concessionários, assegurando neutralidade com relação aos interesses dos usuários, orientando e disciplinando o tráfego mútuo e o direito de passagem de trens de passageiros e cargas e arbitrando as questões não resolvidas pelas partes;
6. articular-se com órgãos e instituições dos Estados, do Distrito Federal e dos Municípios para conciliação do uso da via permanente sob sua jurisdição com as redes locais de metrôs e trens urbanos destinados ao deslocamento de passageiros;
7. contribuir para a preservação do patrimônio histórico e da memória das ferrovias, em cooperação com as instituições associadas à cultura nacional, orientando e estimulando a participação dos concessionários do setor;
8. regular os procedimentos e as condições para cessão a terceiros de capacidade de tráfego disponível na infraestrutura ferroviária explorada por concessionários.

#### Atribuições quanto ao Transporte Rodoviário
Conforme o artigo 26 da Lei 10.233/01, são atribuições específicas da ANTT pertinentes ao Transporte Rodoviário:
1. publicar os editais, julgar as licitações e celebrar os contratos de permissão para prestação de serviços de transporte rodoviário interestadual e internacional de passageiros;
2. autorizar o transporte de passageiros, realizado por empresas de turismo, com a finalidade de turismo;
3. autorizar o transporte de passageiros, sob regime de fretamento;
4. promover estudos e levantamentos relativos à frota de caminhões, empresas constituídas e operadores autônomos, bem como organizar e manter um registro nacional de transportadores rodoviários de cargas;
5. habilitar o transportador internacional de carga;
6. publicar os editais, julgar as licitações e celebrar os contratos de concessão de rodovias federais a serem exploradas e administradas por terceiros;
7. fiscalizar diretamente, com o apoio de suas unidades regionais, ou por meio de convênios de cooperação, o cumprimento das condições de outorga de autorização e das cláusulas contratuais de permissão para prestação de serviços ou de concessão para exploração da infraestrutura.

### Vinculação das atividades da entidade

#### Políticas Públicas
A vinculação da entidade à Administração Direta se dá pela obrigação de implementar as políticas públicas estabelecidas pelo Ministério dos Transportes e pelo CONIT, conforme o artigo 20, inciso I da Lei 10.233/01. Tais políticas são, portanto, uma das fontes que devem nortear as atividades da Agência.

#### Princípios e Diretrizes de Atuação
Além das políticas governamentais elencadas, a atuação da ANTT também deve obedecer a princípios e diretrizes comuns ao gerenciamento da infraestrutura e à operação dos transportes aquaviário e terrestre, a fim de cumprir seus objetivos, por meio de suas atribuições legais.

##### Princípios
A atuação da ANTT (bem como a atuação da ANTAQ) deve ser regida pelos princípios estabelecidos no artigo 11 da Lei 10.233/01, os quais correspondem à lista a seguir:
1. preservar o interesse nacional e promover o desenvolvimento econômico e social;
2. assegurar a unidade nacional e a integração regional;
3. proteger os interesses dos usuários quanto à qualidade e oferta de serviços de transporte e dos consumidores finais quanto à incidência dos fretes nos preços dos produtos transportados;
4. assegurar, sempre que possível, que os usuários paguem pelos custos dos serviços prestados em regime de eficiência;
5. compatibilizar os transportes com a preservação do meio ambiente, reduzindo os níveis de poluição sonora e de contaminação atmosférica, do solo e dos recursos hídricos;
6. promover a conservação de energia, por meio da redução do consumo de combustíveis automotivos;
7. reduzir os danos sociais e econômicos decorrentes dos congestionamentos de tráfego;
8. assegurar aos usuários liberdade de escolha da forma de locomoção e dos meios de transporte mais adequados às suas necessidades;
9. estabelecer prioridade para o deslocamento de pedestres e o transporte coletivo de passageiros, em sua superposição com o transporte individual, particularmente nos centros urbanos;
10. promover a integração física e operacional do Sistema Nacional de Viação com os sistemas viários dos países limítrofes;
11. ampliar a competitividade do País no mercado internacional; e
12. estimular a pesquisa e o desenvolvimento de tecnologias aplicáveis ao setor de transportes.

##### Diretrizes
São diretrizes para o gerenciamento da infraestrutura e para a operação do transporte terrestre (bem como do aquaviário), conforme o artigo 12 da Lei 10.233/01:
1. descentralizar as ações, sempre que possível, promovendo sua transferência a outras entidades públicas, mediante convênios de delegação, ou a empresas públicas ou privadas, mediante outorgas de autorização, concessão ou permissão, conforme dispõe o inciso XII do art. 21 da Constituição Federal;
2. aproveitar as vantagens comparativas dos diferentes meios de transporte, promovendo sua integração física e a conjugação de suas operações, para a movimentação intermodal mais econômica e segura de pessoas e bens;
3. dar prioridade aos programas de ação e de investimentos relacionados com os eixos estratégicos de integração nacional, de abastecimento do mercado interno e de exportação;
4. promover a pesquisa e a adoção das melhores tecnologias aplicáveis aos meios de transporte e à integração destes;
5. promover a adoção de práticas adequadas de conservação e uso racional dos combustíveis e de preservação do meio ambiente;
6. estabelecer que os subsídios incidentes sobre fretes e tarifas constituam ônus ao nível de governo que os imponha ou conceda;
7. reprimir fatos e ações que configurem ou possam configurar competição imperfeita ou infrações da ordem econômica.

## Carreiras
As carreiras que compõem o quadro efetivo de servidores da ANTT foram criadas pela Lei nº 10.871/04. Basicamente, são divididas em níveis de escolaridade (Superior e Intermediário) e em áreas (administrativa e finalística). O regime jurídico dos cargos é o estatutário, instituído pela Lei nº 8.112/90.

### Especialista em Regulação
Carreira composta de cargos de Especialista em Regulação de Serviços de Transportes Terrestres, de área finalística de nível superior. Volta-se a atividades especializadas de regulação, inspeção, fiscalização e controle da prestação de serviços públicos de transportes terrestres, inclusive infraestrutura, bem como à implementação de políticas e à realização de estudos e pesquisas respectivos a essas atividades. No âmbito da Agência, tem as seguintes atribuições específicas:
1. formulação e avaliação de planos, programas e projetos relativos às atividades de regulação;
2. elaboração de normas para regulação do mercado;
3. planejamento e coordenação de ações de fiscalização de alta complexidade;
4. gerenciamento, coordenação e orientação de equipes de pesquisa e de planejamento de cenários estratégicos;
5. gestão de informações de mercado de caráter sigiloso; e
6. execução de outras atividades finalísticas inerentes ao exercício da competência de sua Agência Reguladora.

Além dessas, a carreira compartilha atribuições comuns com os Técnicos em Regulação:
1. fiscalização do cumprimento das regras pelos agentes do mercado regulado;
2. orientação aos agentes do mercado regulado e ao público em geral; e
3. execução de outras atividades finalísticas inerentes ao exercício da competência da ANTT.

Por fim, seguem as atribuições comuns às 4 carreiras do Quadro Efetivo:
1. implementação e execução de planos, programas e projetos relativos às atividades de regulação;
2. subsídio e apoio técnico às atividades de normatização e regulação; e
3. subsídio à formulação de planos, programas e projetos relativos às atividades inerentes à ANTT.

### Técnico em Regulação
Carreira composta de cargos de Técnico em Regulação de Serviços de Transportes Terrestres, de área finalística de nível intermediário. Volta-se ao suporte e ao apoio técnico especializado às atividades de regulação, inspeção, fiscalização e controle da prestação de serviços públicos de transportes terrestres, inclusive infraestrutura, bem como à implementação de políticas e à realização de estudos e pesquisas respectivos a essas atividades.
Como já dito, tem em comum com o cargo finalístico de nível superior as seguintes atribuições:
1. fiscalização do cumprimento das regras pelos agentes do mercado regulado;
2. orientação aos agentes do mercado regulado e ao público em geral; e
3. execução de outras atividades finalísticas inerentes ao exercício da competência da ANTT.

Em comum com as demais carreiras do Quadro Efetivo, possui as seguintes atribuições:
1. implementação e execução de planos, programas e projetos relativos às atividades de regulação;
2. subsídio e apoio técnico às atividades de normatização e regulação; e
3. subsídio à formulação de planos, programas e projetos relativos às atividades inerentes à ANTT.

### Analista Administrativo
Carreira de nível superior, voltada para o exercício de atividades administrativas e logísticas relativas ao exercício das competências constitucionais e legais a cargo da ANTT, fazendo uso de todos os equipamentos e recursos disponíveis para a consecução dessas atividades. Possui em comum com as demais carreiras do Quadro Efetivo, as seguintes atribuições:
1. implementação e execução de planos, programas e projetos relativos às atividades de regulação;
2. subsídio e apoio técnico às atividades de normatização e regulação; e
3. subsídio à formulação de planos, programas e projetos relativos às atividades inerentes à ANTT.

### Técnico Administrativo
Carreira voltada para o exercício de atividades administrativas e logísticas de nível intermediário relativas ao exercício das competências constitucionais e legais a cargo da ANTT, fazendo uso de todos os equipamentos e recursos disponíveis para a consecução dessas atividades. Possui em comum com as demais carreiras do Quadro Efetivo, as seguintes atribuições:
1. implementação e execução de planos, programas e projetos relativos às atividades de regulação;
2. subsídio e apoio técnico às atividades de normatização e regulação; e
3. subsídio à formulação de planos, programas e projetos relativos às atividades inerentes à ANTT.

## Áreas de Atuação
Em síntese, são áreas de atuação da ANTT, as seguintes:

### Transporte Ferroviário
- exploração da infraestrutura ferroviária;
- prestação do serviço público de transporte ferroviário de cargas;
- prestação do serviço público de transporte ferroviário de passageiros.

### Transporte Rodoviário
- Exploração da infraestrutura rodoviária;
- Prestação do serviço público de transporte rodoviário interestadual, interestadual semi-urbano e internacional de passageiros;
- Prestação do serviço de transporte rodoviário de cargas.

### Transporte Dutoviário
- cadastro de dutovias.

### Transporte Multimodal
- habilitação do Operador de Transportes Multimodal.

### Terminais e Vias
- exploração.

## Competências
Conforme dados da página oficial da entidade, são suas competências:
- concessão — ferrovias, rodovias e transporte ferroviário associado à exploração da infraestrutura;
- permissão — transporte coletivo regular de passageiros pelos meios rodoviário e ferroviário não associados à exploração da infraestrutura;
- autorização — transporte de passageiros por empresa de turismo e sob regime de fretamento, transporte internacional de cargas , transporte multimodal e terminais.